# Этеокл

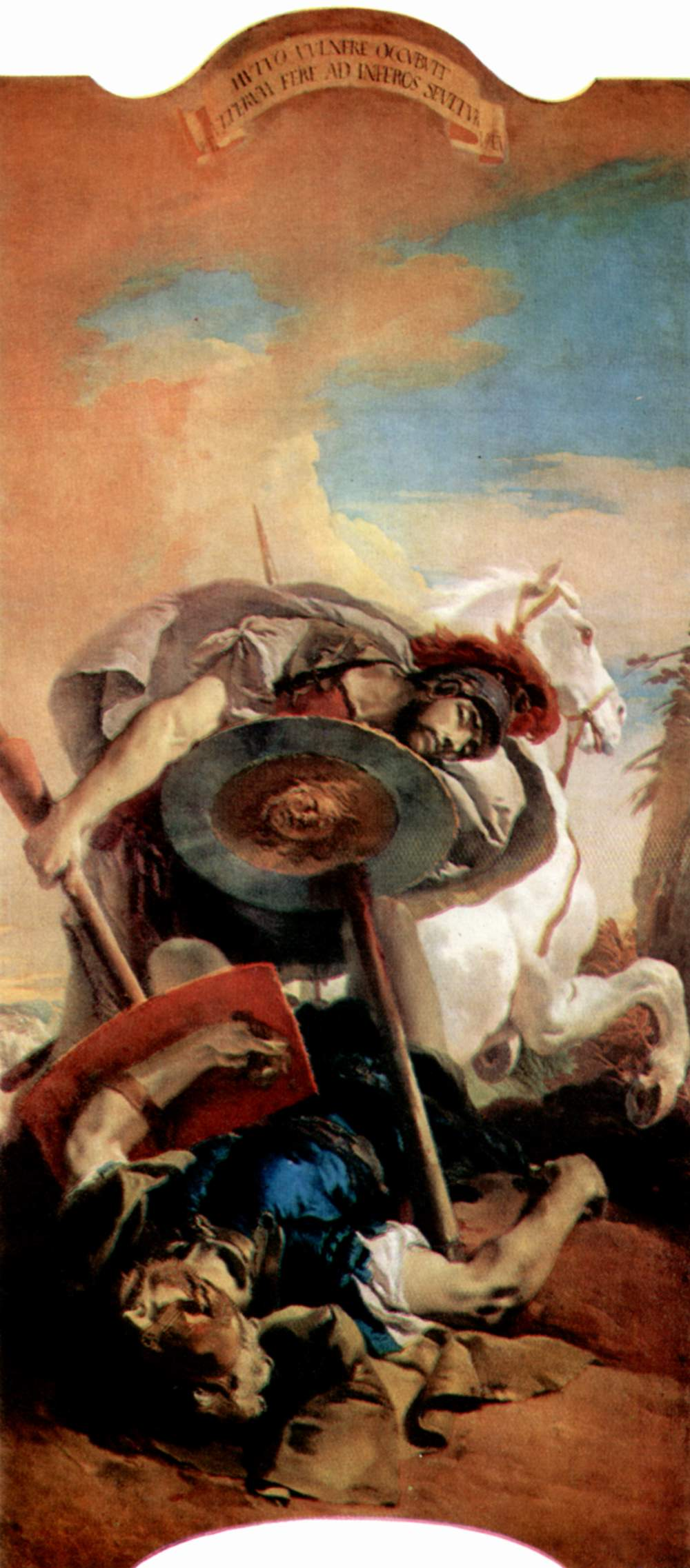
Этеокл и Полиник

Этео́кл (др.-греч. Ἐτεοκλῆς) — в древнегреческой мифологии — царь Фив. Упомянут в «Илиаде» и в трагедии «Антигона» Софокла.
Этеокл (буквально «Гореслав») — старший (или младший) сын царя Фив Эдипа и Иокасты (или Евриганеи), брат Антигоны, Исмены и Полиника. После того, как Эдип узнал правду о своём рождении и о том, что женат на своей матери, он проклял сыновей и удалился в изгнание.
Этеокл и Полиник договорились править поочерёдно по одному году, но по окончании года Этеокл отказался уступить место брату, что привело к выступлению «семерых против Фив». Братья убили друг друга в поединке.
Когда детям Эдипа в Фивах приносили жертвы всесожжения, то пламя и дым делились надвое, расходясь в разные стороны.
Герой киклической поэмы «Фиваида», трагедий Эсхила «Семеро против Фив» и Еврипида «Финикиянки», Сенеки «Финикиянки», поэмы Публия Папиния Стация «Фиваида». Согласно схолиям к Пиндару, отец Полидора, дед Гемона, предка Ферона Акрагантского. От Кадма до Ферона 27 поколений.
В микенских текстах упоминается имя e-te-wo-ke-re-we-i-jo — Этевоклевейос). Есть микенское имя e-te-wa («верный, истинный»).
Предположительно отождествляется с Тавакалавасом в хеттских текстах.